# Bahroma
Bahroma — украинская рок-группа из Киева, основанная в 2009 году.

## История
В 2009 году группа Bahroma дебютировала с синглом «Надолго», который был записан на киевской студии «211». Саунд-продюсером трека выступил клавишник группы «Океан Ельзи», аранжировщик Милош Елич. Также на песню был снят клип.
В 2011 году Bahroma стала финалисткой украинского отборочного тура «Евровидения». Осенью Bahroma прошла в финал российского рок-фестиваля «КРОК-Рок».
Весной 2012 года вышел новый сингл группы — «Не Дави», в июне был выпущен клип на неё. В 2012 году Bahroma также приняла участие в специальном проекте Lenta.ru, посвящённому сорокалетнему юбилею группы «Аквариум». Bahroma сделала трибьют на песню «Движение в сторону весны» из альбома «Ихтиология» 1984 года.
14 февраля 2014 года группа выпустила свой дебютный альбом «Внутри». Несколько песен («Вірш», «За свободу» и «Душа»), записанных в киевском штабе «ВКонтакте», были презентованы в сети 31 июля 2013 года. В июне 2014 года группа впервые выступит на российском этнофестивале «Дикая Мята».
18 мая 2015 года группа Bahroma выпустила новый мини-альбом «Ипи». Альбом включает в себя пять композиций, в том числе сингл «Пока-пора». Саунд-продюсером записи выступил клавишник группы «Океан Ельзи» Милош Елич, работа над «Ипи» заняла девять месяцев.
10 июня 2015 года группа Bahroma презентовала свою новую видеоработу на трек «На глубине» — заглавную композицию мини-альбома «Ипи». Режиссёром видео выступила Анна Копылова, ранее работавшая с группами «Pianoбой» («Горя чуть слышно») и «Бумбокс» («Выход»).
После презентации двух треков «Тихо» и «#BOY» Bahroma представила новый, третий по счёту альбом «Плюс Минус Равно». Музыкальным продюсером релиза стал клавишник группы «Океан Ельзи» Милош Елич, с которым музыканты уже сотрудничали во время работы над синглом «Надолго» в 2009 году. Пластинка насчитывает семь композиций, включая две творческие коллаборации: с Евгением Галичем (фронтмен группы O.Torvald) в треке «Секс-Наркотики-Рок-н-Ролл» и экспериментальная песня «#BOY» со знаменитым репером ЯрмаКом, видео на который было представлено на прошлой неделе. «Работа над записью альбома длилась более года и наконец-то мы готовы показать его слушателю. В целом, я очень доволен результатом! „Плюс Минус Равно“ полон противоречий, как и все мы. В альбоме есть противоположные по звучанию песни, от тяжёлых роковых до электронных. Трек-лист дополняет наша совместная работа с ЯрмаКом „#BOY“, интересный эксперимент, результаты которого мы ещё увидим в будущем» — рассказал лидер группы Роман Бахарев в официальном пресс-релизе.
21 ноября Bahroma презентовала новый альбом «ДОМ». Он стал четвёртым в их коллекции студийных лонгплеев. Первые песни из релиза были написаны в европейском туре год назад. Вернувшись из поездки, Bahroma на всю зиму арендовали большой дом и там вплотную занялись работой над новым материалом. «Для меня дом — это место силы, что-то особенное, личное, скрытое от чужих глаз. Там тебе не нужно врать и придумывать что-либо. Именно об этом наши песни, потому и сам альбом называется „ДОМ“», — рассказал Роман Бахарев, фронтмен группы.
В альбом вошло десять разных по настроению и звучанию композиций. Сам Бахарев выделяет из них песни «На юг», «Кадриль» и «Марина»: «Самая резонансная по своей смысловой нагрузке композиция — „Марина“. Наша музыка — это не поп-продукт, её не каждый оценит. Однако эта песня из тех, которые заряжают публику. Её текст — не в бровь, а в глаз. Она очень откровенная, прямолинейная, смешная, с дикой иронией. Именно на неё мы решили снять новый клип».
Летом 2019 года Роман Бахарев сообщил, что музыканты Юрий Нацвлишвили, Дмитрий Крузов и Александр Баринов покинули группу.

## Состав группы
- Роман Бахарев — гитара, вокал

## Отзывы критиков
Журнал «ELLE Украина» в сентябре 2009 года назвал группу «надеждой отечественного поп-рока». По словам музыкального критика Гуру Кена, «у группы есть всё, чтобы стать звёздами в России: голосистый харизматичный с небритостью фронтмен, хитовые мелодичные песни, отменная ритм-секция и чувство ансамблевости игры».
Комментируя выпуск дебютного альбома, музыкальный обозреватель Борис Барабанов отмечал: «Bahroma — это ведь совершенно „наша“ вещь. Немного Brainstorm, немного „Океана Ельзи“, немного „Мумий Тролля“, но при этом и индивидуальная интонация, и молодая искра. Такое сочетание эпигонства и драйва на территориях с более развитой музыкальной индустрией немедленно приводит группу на обложки журналов типа NME. Это должно звучать из каждого русскоязычного утюга».

## Дискография

### Студийные альбомы
- Внутри (2014)
- ±= (2016)
- Дом (2017)

### Мини-альбомы
- ИПИ (2015)
- Ъ (2021)

### Синглы

#### 2020
- Герой
- Совесть

#### 2021
- Маяк
- Ода страху

#### 2023
- Останнiй день лiта

### Сборники
- Неизданное (2015, переиздан в 2020)